# Belcoo
Belcoo (Béal Cú in gaelico irlandese) è un villaggio dell'Irlanda del Nord, situato nella contea di Fermanagh.